# 米哈伊利夫卡 (新艾達爾市鎮)
48°55′31″N 39°2′59″E / 48.92528°N 39.04972°E
米哈伊利夫卡（烏克蘭語：Михайлівка）是位於烏克蘭東部的村莊，由盧漢斯克州夏斯季亞區的新艾達爾市鎮負責管轄。該村始建於1959年，面積0.72平方公里，海拔高度54米，2001年人口150，人口密度每平方公里208.3人。